# عبد الرزاق أبو بكر جنجلاني
عبد الرزاق أبو بكر جانجلاني (يعرف باسم أبو سياف الفليبيني) (1959-18 ديسمبر 1998) زعيم سابق والمؤسس لجماعة أبو سياف الإسلامية حتى مقتله على يد الجيش الفلبيني. تولى شقيقه قذافي جنجلاني السيطرة على التنظيم بعد وفاته.
ولد في جزيرة باسيلان الفلبينية لأب مسلم وأم مسيحية. عمل كمدرس سابق، درس اللاهوت واللغة العربية في ليبيا وسوريا والمملكة العربية السعودية خلال الثمانينيات.
عندما عاد إلى الفلبين في عام 1990، تمكن جانجلاني من جذب العديد من الشباب المسلمين للانضمام إلى منظمته. ويُزعم أيضًا أن أسامة بن لادن منح جنجلاني 6 ملايين دولار لتأسيس المنظمة كفرع من الجبهة الوطنية لتحرير مورو (MNLF). يُزعم أن جنجلاني التقى بن لادن في أفغانستان في أواخر الثمانينيات وأنه قاتل إلى جانبه ضد الاتحاد السوفيتي أثناء الغزو السوفيتي لأفغانستان. كان أكثر المطلوبين في البلاد، مع مكافأة قدرها 1.5 مليون بيزو لمن يدلي باي معلومات تؤدي إلى القبض عليه.

## مقتله
في عام 1418 هـ الموافق 1998 م حوصر بقرية في «زامبوانجا» واختبأ هو ومن معه من الجيش الفلبيني، ولكنه قال: «لقد تعبت من الاختباء والتخفي وأنا أريد الشهادة»، وفعلا خرج عليهم. لم يعلم الجيش بأن من قتلوه هو أبا سياف حتى أعلن أتباعه ذلك.

## مواضيع ذات صلة
- أسامة بن لادن.
- ملا محمد عمر.
- القاعدة.
- طالبان.
- سلفية جهادية